# Roland di Galloway
Roland fitz Uhtred, anche noto col nome alternativo di Lochlann di Galloway (1150 circa – Northampton, dicembre 1200), è stato un nobile scozzese.

## Biografia
Nacque attorno alla metà del XII secolo da Uhtred di Galloway e sua moglie Gunhilda di Dunbar. Nel 1166 fu testimone, assieme al padre, del rinnovo del giuramento di fedeltà del clan Bruce a re Guglielmo I di Scozia, e ciò indicherebbe lo stretto rapporto che legava i signori di Galloway al regno di Scozia.
Il Galloway era ancora una zona semi-indipendente rispetto al dominio scozzese, e i suoi signori spesso usavano il titolo di re. Le testimonianze del periodo sono molto scarse e incerte, per cui gli eventi esatti che portarono alla sottomissione del Galloway alla Scozia sono per la maggior parte speculazioni. Sembra comunque che Roland di Galloway dovette affrontare una guerra civile contro lo zio Gilbert per mantenere il potere una volta morto il padre nel 1174, e forse si sottomise al sovrano scozzese proprio in virtù dell'aiuto ricevuto nel riconquistare i suoi feudi.
Pare però che Enrico II d'Inghilterra, desideroso di estendere la sua influenza sul Galloway, si stesse preparando per invaderlo, e solo la mediazione di Guglielmo I di Scozia riuscì ad evitare una nuova guerra. Roland, Enrico e Guglielmo s'incontrarono a Carlisle, dove il re inglese accettò di abbandonare le mire sul Galloway in cambio della potestà sui figli maschi di Roland, che divennero suoi ostaggi.
Attorno al 1185, alla morte del Lord Connestabile di Scozia William de Morville, Roland gli successe e ne sposò la sorella Elena, divenendo uno dei nobili più potenti del regno. Possedeva anche delle terre nel regno d'Inghilterra, segnatamente a Preston e Northampton, nelle quali risiedeva spesso al punto da normannizzare il suo nome da Lochlann in Roland.
Mentre si era recato a sud per seguire delle cause giudiziarie, morì nelle sue tenute inglesi nel dicembre 1200.

## Discendenza
Roland di Galloway dalla moglie Elena de Morville ebbe i seguenti figli:
- Alan (?-1234), signore di Galloway e antenato di re Giovanni di Scozia;
- Thomas (?-1231), conte di Atholl jure uxoris;
- un terzo figlio di cui non è pervenuto il nome, che le cronache smettono di menzionare dopo la sua presa in ostaggio da parte di Enrico II, probabile segno di una sua morte poco successiva;[3]
- Dervorguilla (?-1242), sposa di Nicholas de Stuteville;
- Ada, sposa del cavaliere Walter Byset, che fuggì dalla Scozia dopo aver assassinato il nipote Patrick di Galloway.

## Ascendenza
|                       |           |                         | Genitori |  |  | Nonni |  |  | Bisnonni |  |  | Trisnonni |  |
|                       |           |                         |          |  |  |       |  |  | …        |  |  | …         |  |
|                       |           |                         |          |  |  |       |  |  | …        |  |  | …         |  |
|                       |           | …                       |          |  |  |       |  |  | …        |  |  |           |  |
| Fergus di Galloway    |           |                         |          |  |  |       |  |  | …        |  |  |           |  |
|                       |           | …                       | …        |  |  |       |  |  |          |  |  |           |  |
|                       |           | …                       | …        |  |  |       |  |  |          |  |  |           |  |
|                       |           | …                       | …        |  |  |       |  |  |          |  |  |           |  |
| Uhtred di Galloway    |           | …                       |          |  |  |       |  |  |          |  |  |           |  |
|                       |           | …                       | …        |  |  |       |  |  |          |  |  |           |  |
|                       |           | …                       | …        |  |  |       |  |  |          |  |  |           |  |
|                       |           | …                       | …        |  |  |       |  |  |          |  |  |           |  |
| …                     |           | …                       |          |  |  |       |  |  |          |  |  |           |  |
|                       |           | …                       | …        |  |  |       |  |  |          |  |  |           |  |
|                       |           | …                       | …        |  |  |       |  |  |          |  |  |           |  |
|                       |           | …                       | …        |  |  |       |  |  |          |  |  |           |  |
| Roland di Galloway    |           | …                       |          |  |  |       |  |  |          |  |  |           |  |
|                       | Gospatric | Maldred di Allerdale    |          |  |  |       |  |  |          |  |  |           |  |
|                       | Gospatric | Maldred di Allerdale    |          |  |  |       |  |  |          |  |  |           |  |
|                       | Gospatric | Ealdgyth di Northumbria |          |  |  |       |  |  |          |  |  |           |  |
| Waltheof di Allerdale | Gospatric |                         |          |  |  |       |  |  |          |  |  |           |  |
|                       |           | …                       | …        |  |  |       |  |  |          |  |  |           |  |
|                       |           | …                       | …        |  |  |       |  |  |          |  |  |           |  |
|                       |           | …                       | …        |  |  |       |  |  |          |  |  |           |  |
| Gunhilda di Dunbar    |           | …                       |          |  |  |       |  |  |          |  |  |           |  |
|                       |           | …                       | …        |  |  |       |  |  |          |  |  |           |  |
|                       |           | …                       | …        |  |  |       |  |  |          |  |  |           |  |
|                       |           | …                       | …        |  |  |       |  |  |          |  |  |           |  |
| Sigrid                |           | …                       |          |  |  |       |  |  |          |  |  |           |  |
|                       |           | …                       | …        |  |  |       |  |  |          |  |  |           |  |
|                       |           | …                       | …        |  |  |       |  |  |          |  |  |           |  |
|                       |           | …                       | …        |  |  |       |  |  |          |  |  |           |  |
|                       |           | …                       |          |  |  |       |  |  |          |  |  |           |  |